# Albania la Concursul Muzical Eurovision Junior
Albania a debutat la Concursul Muzical Eurovision Junior în 2012.

## Rezultate
| An   | Gazda     | Artist         | Titlu                        | Poziție | Puncte |
| ---- | --------- | -------------- | ---------------------------- | ------- | ------ |
| 2012 | Amsterdam | Igzidora Gjeta | "Kam një këngë vetëm për ju" | 12      | 35     |
| 2015 | Sofia     | Mishela Rapo   | "Dambaje"                    | 5       | 93     |
| 2016 | Valletta  | Klesta Qehaja  | "Besoj"                      | 13      | 38     |
| 2017 | Tbilisi   | Ana Kodra      | "Don t Touch My Tree"        | 13      | 67     |
| 2018 | Minsk     | Efi Gjika      | "Barbie"                     | 17      | 44     |
| 2019 | Gliwice   | Isea Cili      | "Mikja ime femijeri"         | 17      | 36     |
| 2021 | Paris     | Anna Gjebrea   | "Stand By You"               | 14      | 84     |
| 2022 | Erevan    | Kejtlin Gjata  | "Pakëz diell"                | 12      | 94     |

## Votare (2012)
| Locul | Tara          | Puncte |
| ----- | ------------- | ------ |
| 1     | Suedia        | 12     |
| 2     | Azerbaidjan   | 10     |
| 3     | Țările de Jos | 8      |
| 4     | Belgia        | 7      |
| 5     | Ucraina       | 6      |

| Locul | Tara              | Puncte |
| ----- | ----------------- | ------ |
| 1     | Azerbaidjan       | 12     |
| 2     | Republica Moldova | 4      |
| 3     | Israel            | 3      |
| 4     | Armenia           | 1      |
| 4     | Georgia           | 1      |